# Exacanthomysis alaskensis
Exacanthomysis alaskensis is een aasgarnalensoort uit de familie van de Mysidae. De wetenschappelijke naam van de soort is voor het eerst geldig gepubliceerd in 1954 door Banner.